# West Palm Challenger
Il West Palm Challenger è stato un torneo professionistico di tennis giocato su campi in terra verde. Faceva parte dell'ATP Challenger Series. Si giocava annualmente a West Palm Beach negli Stati Uniti.

## Albo d'oro

### Singolare
| Anno | Campione           | Finalista    | Punteggio     |
| ---- | ------------------ | ------------ | ------------- |
| 1985 | Martin Wostenholme | Jaime Yzaga  | 6–2, 1–6, 6–4 |
| 1986 | Jay Berger         | Mark Buckley | 4–6, 6–4, 6–2 |

### Doppio
| Anno | Campioni                      | Finalisti                    | Punteggio     |
| ---- | ----------------------------- | ---------------------------- | ------------- |
| 1985 | Derek Tarr (1) Erik Van’t Hof | Leonardo Lavalle Jaime Yzaga | 6–2, 6–0      |
| 1986 | John Ross Derek Tarr (2)      | Ricky Brown Tim Siegel       | 4–6, 6–4, 6–4 |